# 高槻市立川西中学校
高槻市立川西中学校（たかつきしりつ かわにしちゅうがっこう）は、大阪府高槻市川西町二丁目にある公立中学校。
地域の生徒数の増加により、従来の高槻市立第二中学校・高槻市立第三中学校の校区のそれぞれ一部を分離して1976年に新設開校した。古くからの住宅地と、住宅開発に伴って建設された新興住宅地が混在する地域を校区としている。

## 沿革
- 1976年4月 - 高槻市立川西中学校として、現在地に開校。第二中学校・第三中学校から分離。
- 1979年4月　養護学級設置。
- 1992年 - 文部省から、学校週5日制の研究校に指定される。
- 2000年 - 高槻市教育委員会から、総合的な学習の時間の研究校に指定される（2001年度までの2年間）。
- 2001年 - 高槻市教育委員会から、学校事務連携の研究校に指定される（桃園・樫田・玉川の3小学校と共同研究、2004年度までの3年間）。

## 通学区域
- 高槻市立津之江小学校の通学区域全域。
- 高槻市立川西小学校の通学区域の一部。
- 高槻市立芥川小学校の通学区域の一部。
- 高槻市立郡家小学校の通学区域の一部。
  - 高槻市 津之江町1丁目、津之江北町、川西町1-3丁目、朝日町、南芥川町、芥川町3-4丁目の全域。
  - 高槻市 東五百住町1丁目、東五百住町2丁目のそれぞれ一部。

## 交通
- 東海道本線（JR京都線） 高槻駅 西へ約1.5km。
- 東海道本線（JR京都線） 摂津富田駅 東へ約1.8km。